# Torre dels Moros (Espot)
La Torre dels Moros, o, simplement, Torre d'Espot, és una torre medieval del poble d'Espot, dins del terme municipal del mateix nom, a la comarca del Pallars Sobirà.
És damunt del poble d'Espot, al seu sud-oest, al vessant obac del Pui de Linya, dessota i a llevant del Bosc de la Torre.
Malgrat que el domini de la vall d'Espot està àmpliament documentat des del 1066, la torre no és esmentada en cap document, possiblement pel fet que era una torre de guaita depenent d'un castell, possiblement el de Llort.
És una torre de planta circular, amb un diàmetre exterior de 7,3 metres. La part baixa està atalussada, arribat al diàmetre exterior de 8,7 metres. Assoleix els 13,5 metres d'alçada, i la porta, com en la major part de torres medievals, és a 5,5 metres de la base, encarada a llevant, i dos metres més amunt hi ha una obertura acabada en arc de mig punt, com la mateixa porta anteriorment esmentada. Al voltant de la torre, a més, s'obren fins a 9 espitlleres, algunes força grans. Es tracta, pel seu aparell i fàbrica, d'una construcció del segle xii o xiii.